# Vauxhall, Göteborg

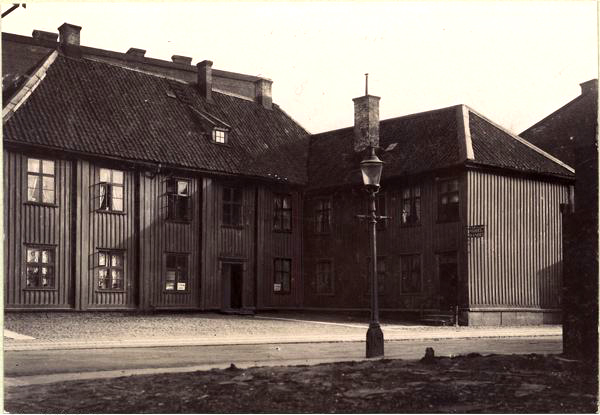
Vauxhall 1902.

Vauxhall, även kallad Vauxhallen, var ett nöjespalats, en nöjespark och ett värdshus för överklassen, aktivt från 1773 till 1802 i området kring nuvarande Första Långgatan 10 i stadsdelen Masthugget i Göteborg. Nöjesparken innehöll ett värdshus, en större trädgård, och en dans- och konsertsal. På området anordnades fester, konserter, fyrverkerier, militärexerciser, uppträdanden av lindansare, trollkonstnärer och andra artister mot inträde.

## Historia

### Värdshusverksamhet
Nöjesparkens ursprung var ett hus, ursprungligen ett landeri som från slutet av 1600-talet i flera generationer tillhörde släkten Amija. Det var rådmannen David Amija (1652–1706) som i ett kontrakt 1686 med stadens magistrat övertog området "wäster uthom staden, utan för Carlsport" som "Carsten Vogdt in till åhr 1686 i arrende innehaft". Denna Vogdt (egentligen Voegt) hade på platsen bedrivit värdshusverksamhet, men när han dog 1678 övertog Amija området av Voegts arvingar.
Källarmästare Johan Bartram Kitz (1712–1759) köpte år 1745 trädgårdsdelen för att där idka värdshus, som länge gick under namnet Kitziska trädgården.
Det var köpmannen i Göteborg, Peter Lamberg, som fick idén att starta ett värdshus på tomten vid dåvarande Smala vägen. Han hade köpt den av direktören i Svenska Ostindiska Companiet, David Sandberg (adlad Sandeberg). Sandberg i sin tur hade köpt anläggningen "med hus, tobaksplantage och fiskdammar" för 20 100 daler. Satsningen var inspirerad av nöjeslokalen Vauxhall i London, som 1660 fått sitt namn efter en fransysk nöjesarrangör, Vaux eller möjligen Devaux.

### Nöjesparken
Den 15 augusti 1773 öppnade man för allmänheten och biljetterna kostade 1 daler silvermynt. Närmare 600 personer infann sig och bjöds på musik från en 14-mannaorkester anförd av herr Schindler samt mat och dryck. Dels fanns det loger för familjer, dels fria bord. Betjänter och folk med "skinnkasketter och bindmössor" släpptes dock inte in och fick ej heller ens mot avgift vistas i trädgården. Speciellt Göteborgs officerare var förtjusta i stället. Här förekom ofta fyrverkerier, atletuppträdanden och maskerader.
Vid denna tid fanns det få nöjesetablissemang i Göteborg, förutom de konserter som sedan 1756 brukade ges i domkyrkan och rådhuset och övriga uppträdanden av olika artister som tillfälligt befann sig i staden, men under den gustavianska tiden uppkom högre krav: från 1774 hölls de offentliga balerna mot biljettinträde, de så kallade Assembléerna på rådhuset, och några år därefter grundades Comediehuset. Vauxhall var ett tidstypiskt nöjesetablissemang som under den tiden var modernt i Europa.
Vauxhall höll öppet alla dagar i veckan, men söndagen räknades som en särskild "Vauxhall-dag" och den dagen brukade något särskilt anordnas i parken, ofta ett fyrverkeri. Kunder besökte Vauxhall för att promenera i parken, äta middag, lyssna på konsert med musik och sång, se på uppträdanden och dansa. Offentliga och privata festligheter anordnades i Vauxhall, så som olika högtidsdagar med anknytning till kungahuset: garnisonens officerare firade till exempel årsdagen av kröningsdagen med exercis och middag, och i juli 1774 firades bröllopet mellan hertig Karl och Hedvig Elisabet Charlotta av Holstein-Gottorp med salut, läsande av hyllningsdikter, konsert med sång, fyrverkeri och dans.
Hertigparet besökte den 24 september 1774 Vauxhall, då 1 000 personer var samlade inne på området. Besöket upprepades 1779. Sju år senare besöktes stället av Gustav III, åtföljd av kronprins Gustav Adolf. Stadens borgerskap gav då en storartad fest den 12 juli 1786. Tidningen Göteborgs Nyheter skrev om händelsen:
| ” | Denna rotunda var på allt möjligt sätt eklärerad, såväl som själva trädgården, i vilken voro 13 stora obelisker med deras piedestaler, vardera med en proportionerad spirallinje illuminerad, samt överst med en lysande marechall krönt. Alla gångarne uti trädgården voro med lantärnor eklärerade, jämte en mängd marechaller å ömse sidor. Antalet av dessa marechaller, lampor och ljus steg till 5 000. Klockan elva uppgick en stor och ganska vacker luftballong, med konungens namn utsirad, som steg till en ansenlig höjd, varefter ett fyrverkeri å västra sidan av Wauxhallen av herr fändrik Åman avbrändes. Med dansande uti rotundan fortsattes till klockan 4 om morgonen, sedan Hans Kongl. Höghet kl. 12 och Hans M:t kl. 2 om morgonen därifrån avrest. | „ |

Peter Lamberg överlät Vauxhall 1779 till doktor Evald Riben, som i sin tur redan 1780 överlät den till källarmästare Samuel Gabrielsson. Åtta år senare köptes Vauxhall av grosshandlare Samuel Dahlin, därefter av direktören för Ostindiska kompaniet Martin Törngren och senare av hovsekreterare C V Hjelm. 
Författaren Johan Anders Wadman var en flitig gäst på Vauxhall, och han bodde vid den då närbelägna Breda vägen.

### Upplösning
Den sista gång biljetter såldes till Vauxhallen uppges vara under år 1802. I början av 1820-talet förvandlades Vauxhalls område till bostäder, och den tidigare så uppskattade trädgården med 218 fruktträd fick ge plats för fler bostadsskvarter. Bland annat uppfördes här (mot Järntorget) det så kallade Lindbergska huset 1862.
Värdshuset Vauxhalls öde beseglades den 3 januari 1906 då byggnaden revs, flyttades till Särö och delvis återuppstod där.